# Гипоциклоида
Гипоцикло́ида (греч. ὑπό(под, внизу) + греч. κύκλος(круг, окружность)) — плоская, образуемая точкой окружности, катящейся по внутренней стороне другой окружности без скольжения.

## История

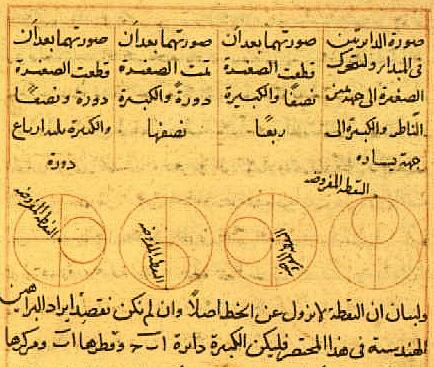
Схема гипоциклоиды с k=2 (пара Туси), сделанная ат-Туси в XIII-м веке

Впервые частный случай гипоциклодиды, который сейчас известен как пара Туси, был описан астрономом и математиком Насир ад-Дином ат-Туси в его труде Тахрир аль-Маджисти в 1247 году. Позднее немецкий художник и теоретик эпохи Ренессанса Альбрехт Дюрер описал эпитрохоиды в 1525 году, а Рёмер и Бернулли сосредоточились на изучении некоторых специфических гипоциклоид, таких как астроиды, в 1674 и 1691 годах соответственно.

## Уравнения

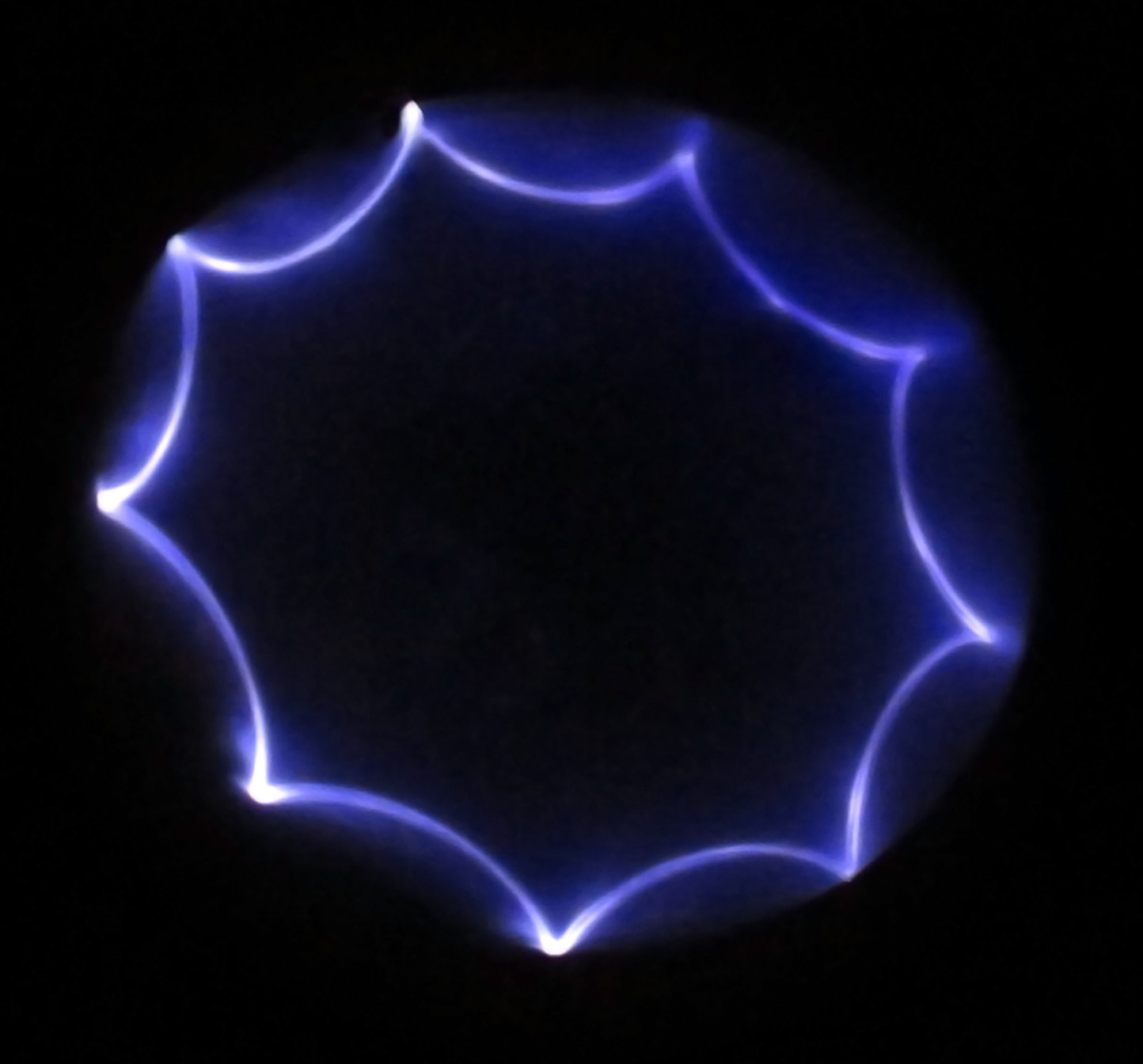
Внутри воздушного шарика катится маленькая батарейка с прикреплённым светодиодом, видна гипоциклоида с k=9

Параметрические уравнения:
{\displaystyle {\begin{cases}x=r(k-1)\left(\cos t+{\frac {\cos((k-1)t)}{k-1}}\right)\\y=r(k-1)\left(\sin t-{\frac {\sin((k-1)t)}{k-1}}\right)\end{cases}}}
где {\displaystyle \textstyle k={\frac {R}{r}}}, где {\displaystyle R} — радиус неподвижной окружности, {\displaystyle r} — радиус катящейся окружности.
| Вывод уравнений Пусть в начальный момент окружности касаются в точке {\displaystyle A}, лежащей на оси {\displaystyle OX}, где точка {\displaystyle O} — центр большой окружности. Координаты точки {\displaystyle A} при этом - {\displaystyle (kr,0)}, где {\displaystyle k={\frac {R}{r}}}. Рассмотрим, как меняются координаты точки {\displaystyle A}, привязанной к катящейся окружности ({\displaystyle A} переходит в {\displaystyle A'}). Пусть маленькая окружность прокатилась так, что её центр перешел из точки {\displaystyle C'} в точку {\displaystyle C'} и повернулся относительно точки {\displaystyle O} на угол {\displaystyle t}. Во-первых, можно показать, что поворот маленькой окружности относительно своего центра при этом (т.е. угол между {\displaystyle CA} и {\displaystyle C'A'}) равен {\displaystyle t-kt=-(k-1)t}. Во-вторых, координаты точки {\displaystyle C'} будут такими: {\displaystyle (cos(t)(k-1)r,sin(t)(k-1)r)}. Тогда, зная, куда перейдет центр катящейся окружности, и на какой угол она повернулась относительно этого центра, можно записать координаты точки {\displaystyle A'}: {\displaystyle {\begin{cases}x=cos(t)(k-1)r+cos((k-1)t)r\\y=sin(t)(k-1)r-sin((k-1)t)r\end{cases}}} |

Модуль величины {\displaystyle k} определяет форму гипоциклоиды.
При {\displaystyle k=2} гипоциклоида описывается парой Туси — это диаметр неподвижной окружности, при {\displaystyle k=4} является астроидой.
Если модуль {\displaystyle k} — несократимая дробь вида {\displaystyle {\frac {m}{n}}} ({\displaystyle m,n\in \mathbb {N} }), то {\displaystyle m} — это количество каспов данной гипоциклоиды, а {\displaystyle (m-n)} — количество полных вращений катящейся окружности. Если модуль {\displaystyle k} иррациональное число, то кривая является незамкнутой и имеет бесконечное множество несовпадающих каспов.

## Примеры гипоциклоид
| - {\displaystyle k=3} — Дельтоида - {\displaystyle k=1.5={\frac {3}{2}}} - {\displaystyle k=4} — Астроида - {\displaystyle k={\frac {4}{3}}} - {\displaystyle k=5} - {\displaystyle k=6} - {\displaystyle k=5.5={\frac {11}{2}}} - {\displaystyle k={\frac {5}{3}}} - {\displaystyle k=3.6={\frac {18}{5}}} |